# Atergatis tweediei
Atergatis tweediei is een krabbensoort uit de familie van de Xanthidae. De wetenschappelijke naam van de soort is voor het eerst geldig gepubliceerd in 1934 door Ward.